# Povcha
Povcha (ucraniano: По́вча; polaco: Pełcza) es un municipio rural y pueblo de Ucrania, perteneciente al raión de Dubno en la óblast de Rivne.
En 2020, el municipio tenía una población de unos tres mil habitantes, de los cuales algo menos de mil vivían en la capital municipal homónima y el resto repartidos en ocho pedanías. El municipio se fundó en 2017 mediante la fusión de los hasta entonces consejos rurales de Povcha y Mykoláyivka, a los que se unió el de Mylcha en 2020. Además de estos tres pueblos, pertenecen actualmente al municipio otros seis: Buderazh, Budy, Hnátivka, Pyriatyn, Pidbrusýn y Yablunivka.
Se conoce la existencia del asentamiento en documentos desde 1583, cuando era un miasteczko de la República de las Dos Naciones. Tras integrarse en el Imperio ruso, pasó a ser un pueblo, perteneciente a la vólost de Verba, en el uyezd de Dubno de la gobernación de Volinia. Hasta la formación del actual municipio en 2017, Povcha era sede de un consejo rural, que únicamente incluía como pedanía a Buderazh.
El pueblo se ubica sobre la carretera T0303, a medio camino entre Demýdivka y Dubno.